# Valeria Mancinelli
Valeria Mancinelli (Ancona, 13 marzo 1955) è una politica italiana, sindaca di Ancona dal 2013 al 2023.

## Biografia
Laureata in giurisprudenza all'Università di Macerata, è associata ad uno studio professionistico di avvocati, e si occupa di diritto civile e amministrativo.
Dal 2001 al 2009 ha guidato la società compartecipata di gestione del servizio idrico integrato nel bacino di Ancona.

### Attività politica
Nel 1983 fu assessore ai servizi sociali e all'ambiente al comune di Ancona.
Nel 2013 si candida alla carica di sindaco di Ancona a sostegno di una coalizione di centro-sinistra, composta dal Partito Democratico, Federazione dei Verdi, Unione di Centro, Scelta Civica e la lista civica Ancona 2020. Dopo aver prevalso al primo turno delle elezioni del 26 maggio, vince anche il ballottaggio con il 62,59% dei voti, diventando la prima donna sindaca della città.
Si ricandida come prima cittadina alle elezioni comunali del 2018, dove viene riconfermata al ballottaggio con il 62,78% dei voti, imponendosi sul candidato di centro-destra Stefano Tombolini.

## Riconoscimenti
Il 12 febbraio 2019 ha vinto il World Mayor Prize 2018. Il riconoscimento viene conferito ogni due anni dalla City Mayors Foundation al sindaco che ha apportato "contributi eccezionali alla sua comunità e la cui visione del vivere urbano sia pertinente a paesi e città di tutto il mondo".